# Libchyňský potok
Libchyňský potok je potok protékající obcí Libchyně nedaleko Nového Města nad Metují. Je levostranným přítokem Metuje. Jeho délka činí přibližně 7 km.
Potok pramení nad Mezilesím u samoty Bydlo v nadmořské výšce cca 520 m. Na jeho horním toku je umístěno několik malých rybníků. Na středním toku vytváří hluboce zaříznuté údolí a přijímá několik menších potoků z okolí Sendraže a Blažkova, poté ze severu obtéká Rezek a pod novoměstskými Hradčany ústí nedaleko Rezeckého mostu do Metuje.
Z Libchyně do Nového Města vede údolím zelená turistická značka, která několikrát překonává tok potoka po dřevěných lávkách.